# Dena (Verwaltungsbezirk)
Dena (persisch شهرستان دنا) ist ein Schahrestan in der Provinz Kohgiluye und Boyer Ahmad im Iran. Er enthält die Stadt Sisakht, welche die Hauptstadt des Verwaltungsbezirks ist.

## Demografie
Bei der Volkszählung 2016 betrug die Einwohnerzahl des Schahrestan 42.539. Die Alphabetisierung lag bei 81 Prozent der Bevölkerung. Knapp 24 Prozent der Bevölkerung lebten in urbanen Regionen.
| Zensusjahr | Einwohnerzahl |
| ---------- | ------------- |
| 2011       | 43.065        |
| 2016       | 42.539        |